# 鳥山新三郎
鳥山 新三郎（とりやま しんさぶろう、1819年2月25日（文政2年2月2日）-  1856年8月29日（安政3年7月29日））は、江戸時代後期・幕末の儒学者、思想家。名は正清。字は義所。号は確斎、蒼竜軒。贈従五位。吉田松陰の師として知られている。

## 生涯
1819年（文政2年）2月2日、安房国朝夷郡大川村（七浦村→千倉町→南房総市）の漁船三隻を所有する網元、宇山孫兵衛正質の二男として生まれる。8歳の時左眼を負傷し、失明寸前のなか学問に目覚める。宇山家が南朝の忠臣・新田義貞の末裔であるとの自覚を高め、後に尊王論を抱くに至った。
20歳で江戸に出て、東条一堂に儒学、加藤環亀に兵学を学ぶ。また安中藩士で、千葉周作道場の高弟であった浅田五郎作に剣術を指南された。なお浅田は小栗上野介を捕え、処刑したとされる人物の一人（もう一人は園部藩士の原保太郎）として知られている。28歳（または31歳）で京橋桶町に私塾蒼龍軒を開く。1851年（嘉永4年）、学友の江帾五郎（後の那珂通高）の紹介で、21歳の吉田松陰が寄宿した。門人には他に長州藩士（土屋矢之助（土屋蕭海）・同弟土屋恭平・来原良蔵・桂小五郎（木戸孝允）・中村百合蔵・中村九郎、白井小助、赤川淡水・井上壮太郎・金子重之助・中谷正亮・久保清太郎・坪井竹槌など）や出羽国庄内人村上寛斎、熊本藩士（宮部鼎蔵・松田重助・永鳥三平・佐々淳二郎）、薩摩藩士胆付七之丞などがいた。
1854年、松陰が下田に停泊していた黒船から密航を企てたが、失敗し伝馬町牢屋敷に幽閉された際、下田奉行所から尋問をうけた。釈放はされたものの、幕府から謹慎を命じられ、新発田藩邸に預けられた。赦免後も藩邸に留まり、藩士への講義を行なった。また、オランダ語辞典『和蘭文典筌』を完成させた。この頃から頻繁に吐血していたが、獄中にいる松陰のための義援金集めに奔走した。新発田藩士や江帾五郎、筒井明俊などの看病もむなしく、1856年（安政3年）7月29日病のため没した。享年38歳。

## 影響
確齋の訃報に落胆した松陰は、長州の獄中から土屋矢之助らとともに呼びかけ、江戸にいた江帾や桂小五郎、桜任蔵らも呼応し、新発田藩の菩提寺であった駒込の吉祥寺に墓碑を建立した。この確斎との交流が、松下村塾で子弟を育てるきっかけとなった。
1892年（明治25年）2月26日、木戸孝允の娘婿で当時宮中顧問官を務めていた侯爵木戸孝正の計らいにより、特別に従五位が贈られ、墓碑も新調された。